# Stimmwerck

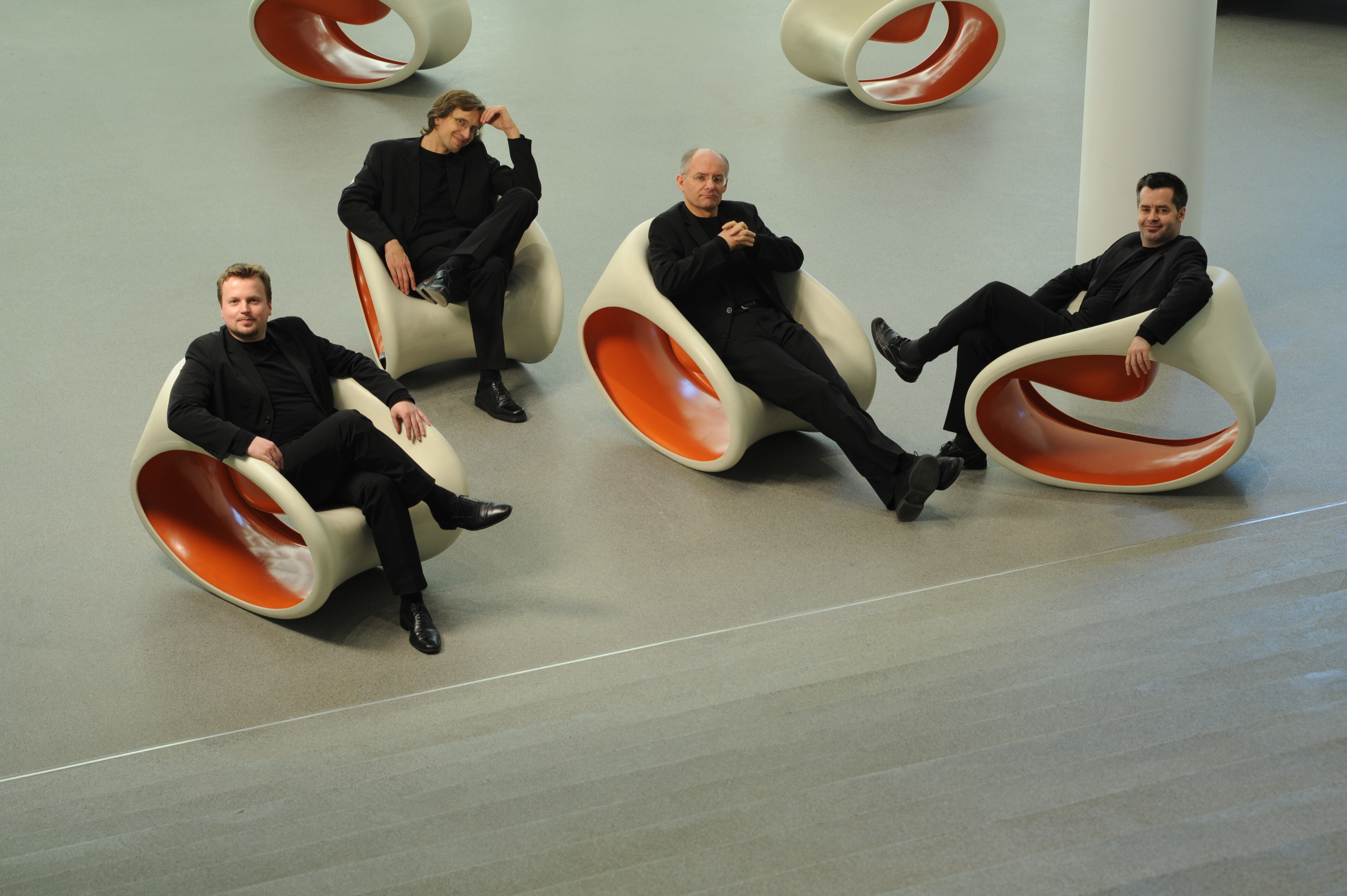
Stimmwerck — de gauche à droite : Franz Vitzthum, contre-ténor ; Marcus Schmidl, basse ; Gerhard Hölzle et Klaus Wenk, ténors.

Stimmwerck est un ensemble vocal musique classique composé de quatre hommes et spécialisé dans la redécouverte de la musique peu connue de compositeurs de la renaissance de langue allemande.

## Histoire
Stimmwerck est fondé à Munich, en 2001, par quatre chanteurs spécialistes des ensembles vocaux classiques ; les deux ténors, Gerhard Hölzle et Klaus Wenk, la basse Marcus Schmidl, et contre ténor Franz Vitzthum.

## Objectifs
Leur nom reflète la structure et des objectifs de l'ensemble. « Stimmwerck » vient d'un terme allemand du XVIe siècle, souvent utilisé (par exemple par Michael Prætorius) pour désigner un groupe d'instruments du même type mais de différentes tessitures, similaire au terme anglais « consort d'instruments ». Ainsi, l'ensemble est un « Stimmwerck » de voix d'hommes dans les différentes tessitures de formation classique, à l'écoute les uns avec les autres en compétence.
Leur travail en commun est centré sur la redécouverte et la promotion envers le public des compositeurs les moins connus de la Renaissance et de musique ancienne des régions germanophones. Pour y parvenir, ils collaborent étroitement avec des musicologues comme Ian Rombaut, Inga Mai Groote et Katelijne Schiltz et s'engagent activement dans la recherche,. Les résultats prennent la forme d'enregistrements, d'exécution en public lors de concerts, de tournée et au cours de festivals de musique ancienne. Ils donnent également en août, trois jours durant, leur propre festival annuel, le Stimmwercktage, à Adlersberg, près de Ratisbonne ; lequel est rediffusé par la Bayerischer Rundfunk.

## Concerts
Stimmwerck donne des concerts en Allemagne et à l'étranger. Ils sont les invités d'honneur aux : 
- Laus Polyphoniae, Anvers
- Festival Bach de Leipzig
- Festival de musique ancienne « Resonanzen » de Vienne.

### Stimmwercktage
Depuis 2005, l'ensemble est l'organisateur d'un festival annuel, qui se tient au début du mois d'août, nommé le « Stimmwercktage » (journées Stimmwerck) à Adlersberg près de Ratisbonne. En utilisant les technologies modernes, comme les ordinateurs portables et les projecteurs à la place des manuscrits papier, les œuvres d'un compositeur de la renaissance sont le sujet de conférence en langue allemande, par des musicologues et des interprétations par Stimmwerck.
Au cours des années précédentes, des œuvres de compositeurs suivants ont été étudiés :
- 2015 Michael Prætorius et Arvo Pärt
- 2014 Heinrich Isaac
- 2013 Orlando di Lasso
- 2012 Les codices de Trente
- 2011 Manuscrit de Jodocus Schalreuter (Ratsschulbibliothek Zwickau Mus. Ms. 73)
- 2010 Thomas Stoltzer
- 2009 Leonhard Paminger
- 2008 Ludwig Senfl (1486–1542/43)
- 2007 Anonymus
- 2006 Leonhard Lechner (c.1553–1606)
- 2005 Jacob Obrecht (1457/1458 – fin juillet, 1505)

## Discographie
Stimmwerck a enregistré entre autres pour les labels Christophorus Records, Aeolus et Cavalli Records et a reçu des éloges pour leur travail de la presse critique. Leurs premiers disques, étaient dévolus aux œuvres de Heinrich Finck (1445–1527) et Adam de Fulda (1444–1505). Chacun d'eux a reçu la plus haute note possible (5 étoiles) dans Goldberg Magazine.
- Heinrich Finck (1444–1527), Missa Dominicalis und Lieder (2006, Cavalli Records)[6].
- Adam von Fulda (ca. 1445–1505), Messe - Motets - Lieder (2007, Cavalli Records)
- Musik in St Michael, Vol 3, (2007, DD Medien, Inigomedien)
- The St. Emmeram Codex (2008, Aeolus AE 10023) — L'enregistrement couvre un répertoire du Moyen Âge tardif, tiré du Codex St. Emmeram de Regesburg et a reçu des éloges de la presse musicale pour la qualité et l'importance de la musique choisie, ainsi que pour l'interprétation vocale.
- Gyri Gyri Gaga - Lust und Leben : Chansons allemandes de la renaissance, Lassus, Ludwig Senfl, etc. - avec l'ensemble instrumental « La Villanella Basel » (13-16 avril 2009, Christophorus Records)
- Leonhard Paminger, Œuvres sacrées (2011, Christophorus Records CHR 77311)
- Susanne un jour - Lassus, Missa Susanne un jour et autres œuvres (2012, Aeolus Records)
- Flos virginum : Motets et canzones du XVe siècle (septembre 2013/mai 2014, CPO 777 937-2) (Fiche sur medieval.org)